# Воротишна
Воротишна — деревня в Тотемском районе Вологодской области.
Входит в состав Толшменского сельского поселения, с точки зрения административно-территориального деления — в Никольский сельсовет.
Расположена на правом берегу реки Толшма. Расстояние по автодороге до районного центра Тотьмы — 90 км, до центра муниципального образования села Никольское — 7 км. Ближайшие населённые пункты — Фатьянка, Филино, Шульгино.
По переписи 2002 года население — 23 человека (10 мужчин, 13 женщин). Всё население — русские.